# 9704 Georgebeekman
9704 Georgebeekman è un asteroide della fascia principale. Scoperto nel 1973, presenta un'orbita caratterizzata da un semiasse maggiore pari a 2,3263167 UA e da un'eccentricità di 0,0574898, inclinata di 7,00078° rispetto all'eclittica.